# Cibotium hawaiense
Cibotium hawaiense là một loài dương xỉ trong họ Cibotiaceae. Loài này được Nakai & Ogura mô tả khoa học đầu tiên năm 1930.
Danh pháp khoa học của loài này chưa được làm sáng tỏ. 